# Jon Katz
Jon Katz (ur. 1947) – amerykański pisarz. Autor powieści i prac o charakterze wspomnieniowo-dokumentalnym. Jest dwukrotnym finalistą konkursu National Magazine Award i autorem stałej kolumny w internetowym magazynie Slate. Pisuje do The New York Times, The Wall Street Journal, Rolling Stone, GQ, AKC Gazette. Jest też współgospodarzem programu Dog Talk w Northeast Public Radio.

## Życie prywatne
Jon Katz mieszka w Bedlam Farm na północy stanu Nowy Jork z żoną Paulą Span oraz z psami, owcami, osłami, kotem, kogutem Winstonem i trzema kurami.

## Twórczość (wybrana)
- Dobry pies
- Psi rok
- Psy z Bedlam Farm
- Po nowemu o psach
- Katz o psach
- Wszystko Co Usłyszałem od Moich Psów Czyli Zdroworozsądkowe Szkolenie Psów i Życie z Nimi